# Кинематографија Пољске
Историја кинематографије у Пољској дуга је скоро као и историја кинематографије и има универзално призната достигнућа, иако су пољски филмови мање комерцијално заступљени од филмова других европских држава.
После Другог светског рата, комунистичка влада је изградила национални кинематографију засновану на ауторским филмовима, обучила стотине нових редитеља и овластила их да снимају филмове. Филмски ствараоци као што су Роман Полански, Кшиштоф Кјешловски, Агњешка Холанд, Анджеј Вајда, Анджеј Жулавски, Анджеј Мунк и Јежи Сколимовски утицали су на развој пољског филмског стваралаштва. Последњих година, индустрија је била вођена продуцентима, а финансије су биле кључ за снимање филма, а са многим независним филмским ствараоцима свих жанрова, пољска продукција је све више била инспирисана америчким филмом.

## Историја

### Рана историја
Први биоскоп основан је у Лођу 1899. године, неколико година након проналаска кинематографа. Првобитно назван Living Pictures Theatre, стекао је велику популарност и до краја следеће деценије било је биоскопа у скоро сваком већем граду Пољске. Вероватно је први пољски режисер био Казимјеж Прошински, који је снимао разне кратке документарне филмове у Варшави. Његова плеографска филмска камера патентирана је пре проналаска браће Лумијер и он је заслужан као аутор најранијег сачуваног пољског документарца под називом Ślizgawka w Łazienkach (Клизалиште у краљевским купатилима), као и првих кратких наративних филмова Powrót birbanta (Ракеов повратак кући ) и Przygoda dorożkarza (Кабманова авантура ), оба су настала 1902. Још један пионир кинематографије био је Болеслав Матушевски, који је постао један од првих филмских стваралаца који су радили за компанију Lumière - и званични "кинематограф" руских царева 1897.
Најранији сачувани дугометражни играни филм, Antoś pierwszy raz w Warszawie (Антос по први пут у Варшави) снимио је 1908. године Антони Фертнер . Датум његове премијере, 22. октобар 1908. године, сматра се датумом оснивања пољске филмске индустрије. Убрзо су пољски уметници почели да експериментишу са другим жанровима кинематографије: 1910. Владислав Старевич је направио један од првих анимираних цртаних филмова на свету – и први који је користио кадар по кадар технику, Piękna Lukanida (Лепа Луканида). До почетка Првог светског рата биоскоп у Пољској је већ био у пуном замаху, са бројним адаптацијама великих дела пољске књижевности (посебно Dzieje grzechu, Meir Ezofowicz и Nad Niemnem).
Током Првог светског рата пољска кинематографија је прешла границе. Филмови снимљени у Варшави или Вилњусу често су били ребрендовани са немачким међунасловима и приказивани у Берлину. Тако је млада глумица Пола Негри (рођена Барбара Аполонија Чалупјец) стекла славу у Немачкој и на крају постала једна од европских супер-звезда немог филма.
Прва жена која је режирала филм у Пољској и једина жена режисер пољског немог филма била је Нина Ниовила. Дебитовала је 1918. у Берлину, затим је режирала свој први пољски филм под називом Тамара (позната и под називом Obrońcy Lwowa) 1919.
Током Другог светског рата пољски филмски ствараоци у Великој Британији снимили су антинацистички филм у боји Calling Mr. Smith (1943) о актуелним нацистичким злочинима у окупираној Европи и о лажима нацистичке пропаганде. Био је то један од првих антинацистичких филмова у историји који је био и авангардни и документарни филм.

### После Другог светског рата
У новембру 1945. комунистичка влада је основала организацију за продукцију и дистрибуцију филмова Film Polski и поставила познатог филмског редитеља Пољске Народне армије Александра Форда на чело. Почевши од неколико железничких вагона пуних филмске опреме узете од Немаца, наставили су да обучавају и граде пољску филмску индустрију. FP производња је била ограничена; између 1947. и његовог распада 1952. објављено је само тринаест филмова, концентришући се на пољску патњу од нациста. Године 1947. Форд се преселио да помогне у оснивању нове Националне филмске школе у Лођу, где је предавао 20 година.
Индустрија је користила увезене камере и залихе филмова. Најпре ОРВО црно-бели филм из Источне Немачке, а затим Eastman негатив у боји и ОРВО штампе за журбу и пуштање отисака. Пољска је направила сопствену опрему за осветљење. Због високих трошкова филмског фонда, пољски филмови су снимани са веома ниским односом снимања, што је количина филма која се користи за снимање филма до дужине готовог филма. Опрема и филмска залиха нису били најбољи, а буџети скромни, али су филмски ствараоци добили вероватно најбољу обуку на свету у Пољској филмској школи. Још једна предност је био статус Film Polski као државне организације, па су његови филмски ствараоци имали приступ свим пољским институцијама и њихову сарадњу у снимању филмова. Филмске камере су могле да уђу у скоро сваки аспект пољског живота.
Први филм произведен у Пољској након Другог светског рата био је Zakazane piosenki (1946), редитеља Леонарда Бучковског, који је у почетној биоскопској верзији видело 10,8 милиона људи (од 23,8 укупне популације). Бучковски је наставио да редовно снима филмове до своје смрти 1967. Други важни филмови из периода после Другог светског рата били су The Last Stage (1948), коју је режирала Ванда Јакубовска, која је наставила да снима филмове све до транзиције из комунизма у капитализам 1989, и Border Street (1949), у режији Александра Форда.
До средине 1950-их, након завршетка стаљинизма у Пољској, филмска продукција је организована у филмске групе. Филмска група је била колекција филмских стваралаца, коју је предводио искусни филмски режисер, а коју су чинили писци, филмски редитељи и менаџери продукције. Они би писали сценарије, креирали буџете, аплицирали за финансирање Министарства културе и продуцирали слику. Ангажовали би глумце и екипу, а користили би студије и лабораторије које контролише Film Polski.
Промена политичке климе довела је до покрета Пољске школе филма, полигона за неке од икона светске кинематографије, као на пример, Романа Поланског (Нож у води, Розмарина беба, Избезумљени, Пијаниста) и Кшиштофа Занусија (водећи редитељ такозваног биоскопа моралне анксиозности 1970-их). Филмови Анджеја Вајде нуде проницљиве анализе универзалног елемента пољског искуства - борбе за очување достојанства у најтежим околностима. Његови филмови су дефинисали неколико пољских генерација. Вајда је 2000. године награђен почасним Оскаром за укупан допринос кинематографији. Четири његова филма била су номинована за награду Оскар за најбољи филм на страном језику, док је још шест пољских редитеља добило по једну номинацију: Роман Полански, Јерзи Кавалерович, Јерзи Хофман, Јерзи Анчак, Агњешка Холанд и Јан Комаса. Пољски редитељ Павел Павликовски је 2015. добио ову награду за свој филм Ида. Такође је 2019. номинован за награду за свој следећи филм Хладни рат у две категорије - најбољи филм на страном језику и најбољи режисер.
Такође је важно напоменути да је током 1980-их Народна Република Пољска увела ванредно стање да би уништила и цензурисала све облике опозиције против комунистичке владавине нације, укључујући медије као што су биоскоп и радио. Значајан филм који се појавио током овог периода био је филм Ришарда Бугајског Испитивање (Przesluchanie) из 1982. године, који приказује причу о несрећној жени (коју глуми Кристина Јанда) коју тајна полиција ухапсила и мучила да призна злочин о коме не зна ништа. Антикомунистичка природа филма довела је до забране филма на више од седам година. Године 1989. забрана је укинута након збацивања комунистичке владе у Пољској, а филм је први пут приказан у биоскопима касније те године. Филм је и данас хваљен због његове дрскости у приказивању окрутности стаљинистичког режима, јер су се многи уметници у то време плашили прогона.
Током 1990-их, Кшиштоф Кјешловски је освојио универзално признање продукцијама као што су Декалог (направљен за телевизију), Двоструки живот Веронике и трилогија Три боје. Још један од најпознатијих филмова у Пољској је Дуг Кшиштофа Краузеа, који је постао блокбастер. Показао је бруталну реалност пољског капитализма и пораст сиромаштва. Значајан број пољских филмских редитеља (нпр. Агњешка Холанд и Јануш Камињски) радило је у америчким студијима. Пољски анимирани филмови – попут оних Јана Ленице и Збигњева Рибчињског (Оскар, 1983) – ослањали су се на дугу традицију и наставили су да црпе своју инспирацију из пољске графичке уметности. Остали познати пољски филмски редитељи су: Томаш Багињски, Малгоржата Шумовска, Јан Јакуб Колски, Јержи Кавалерович, Станислав Бареја и Јануш Заорски.
Међу истакнутим годишњим филмским фестивалима који се одржавају у Пољској су: Варшавски међународни филмски фестивал, Камеримаж, Међународни фестивал независног филма ван камере, Нови хоризонти филмски фестивал, као и филмски фестивал у Гдињи и Пољске филмске награде.

### Биоскопска публика
Комунистичка влада је уложила средства у изградњу софистициране биоскопске публике. Сав биоскоп је био у државном власништву и састојао се од премијерног биоскопа, локалног биоскопа и уметничких биоскопа. Карте су биле јефтине, а студенти и стари људи су имали попусте. У граду Лођу је седамдесетих година 20. века било 36 биоскопа који су приказивали филмове из целог света. Ту су били италијански филмови Фелинија, француске комедије, амерички крими као што је „Чарли Варик“ Дона Сигела. Филмови су приказани у оригиналним верзијама са пољским титловима. Антикомунистички и хладноратовски филмови нису приказивани, али је веће ограничење била цена неких филмова. Постојали су популарни филмски часописи попут "FILM" и "Screen", критички часописи као што је "Kino". Све ово је помогло да се изгради добро информисана филмска публика.

## Пољска филмска академија
Пољска филмска академија је основана 2003. године у Варшави и имала је за циљ да домаћим филмским ствараоцима обезбеди форум за дискусију и начин да промовишу репутацију пољске кинематографије кроз публикације, презентације, дискусије и редовну промоцију предмета у школама.

### Награде
Од 2003. године добитнике пољских филмских награда бирају чланови Академије.
- 2003 : Пијаниста
- 2004 : Squint Your Eyes
- 2005 : Вјенчање
- 2006 : Колекционар
- 2007 : Savior Square
- 2008 : Katyń
- 2009 : 33 Scenes from Life
- 2010 : Reverse
- 2011 : Essential Killing
- 2012 : Rose
- 2013 : Manhunt
- 2014 : Ida
- 2015 : Gods
- 2016 : Body
- 2017 : Volhynia
- 2018 : Silent Night
- 2019 : Хладни рат
- 2020 : 25 years of innocence

## Филмске школе
Неколико институција, како државних тако и приватних, пружају формално образовање у различитим аспектима филмског стваралаштва.
- Национална филмска школа у Лођу
- Универзитет Шлезије у Катовицама
- Szkoła Wajdy
- AMA филмска академија
- Warszawska Szkoła Filmowa

## Личности
- Анджеј Вајда
- Барбара Брилска
- Агњешка Холанд
- Роман Полански
- Кшиштоф Кјешловски
- Павел Павликовски
- Кристина Јанда
- Данијел Олбрихски
- Анджеј Северин
- Јоана Кулиг
- Јануш Гајос

## Пољска на међународним фестивалима

### Венецијански филмски фестивал
- Велика награда жирија 1982 (Imperative, Кшиштоф Зануси)
- Златни лав 1984 (A Year of the Quiet Sun, Кшиштоф Зануси)
- 1993 Златни лав (Три боје: плава, Кшиштоф Кјешловски)
- Велика награда жирија 2010 (Essential Killing, Јерзи Сколимовски )
- Почасна награда Златни лав 2016 (Јежи Сколимовски)

### Фестивал у Лоцарну
- 1971 Златни леопард (Znaki na drodze, Анджеј Пиотровски)
- 1973 Златни леопард (The Illumination, Кшиштоф Зануси)
- 1986 Златни леопард (Jezioro Bodenskie, Јануш Заорски)
- Специјална награда жирија 2008 (33 Scenes from Life, Малгорзата Шумовска )
- Награда за најбољег глумца 2016 (Анџеј Северин, The Last Family)

### Међународни филмски фестивал у Сан Себастијану
- Златна шкољка за најбољи филм 1958 (Ewa chce spać, Тадеуш Хмељевски)
- Сребрна шкољка из 1967. за најбољу режију (Јануш Моргенштерн, Yowita)
- Сребрна шкољка 1976. за најбољег глумца (Здзислав Козјен, Skazany)
- Златна шкољка за најбољи филм 1980 (The Orchestra Conductor, Анджеј Вајда)
- Златна шкољка за најбољи филм 1985. (Yesterday, Радослав Пивоварски)
- Сребрна шкољка из 1985. за најбољег глумца (Пиотр Сивкјевич, Yesterday)
- 1989 Сребрна шкољка за најбољу режију (Мирослав Борк, Konsul)
- 1992 Сребрна шкољка за најбољу глумицу (Кристина Јанда, Zwolnieni z życia)

### Кански филмски фестивал
- Награда жирија 1957 (Kanał, Анджеј Вајда)
- Награда жирија 1961 (Mother Joan of the Angels, Јежи Кавалерович)
- Награда жирија 1973 (The Hour-Glass Sanatorium, Војћех Хас)
- Велика награда 1978 (The Shout, Јерзи Сколимовски)
- Награда жирија 1980 (The Constant Factor, Кшиштоф Зануси)
- 1981 Златна палма (Man of Iron, Анджеј Вајда)
- Најбоља глумица 1982 (Јадвига Јанковска-Ћешлак)
- Награда жирија 1988 (A Short Film About Killing, Кшиштоф Кјешловски)
- 1990. најбоља глумица (Кристина Јанда)
- 1998 Cinéfondation (Jakub, Адам Гузински)
- 2002 Златна палма (Пијаниста, Роман Полански)
- Најбољи режисер 2018 (Хладни рат, Павел Павликовски)

### Берлински филмски фестивал
- Велика награда жирија Сребрни медвед 1965 (Repulsion, Роман Полански)
- Сребрни медвед 1976. за најбољу глумицу (Јадвига Баранска)
- Сребрни медвед 1980. за најбољег глумца ( Анджеј Северин)
- Сребрни медвед 1981. за најбољу глумицу (Барбара Грабовска)
- Велика награда жирија Сребрног медведа 1982 (Shivers, Војцјех Марчевски)
- 1994 Сребрни медвед за најбољу режију (Три боје: Бела, Кшиштоф Кјешловски)
- 2006 Почасни Златни медвед (Анджеј Вајда)
- 2009 Награда Алфред Бауер (Tatarak, Анджеј Вајда)
- Сребрни медвед за најбољу режију 2010 (The Ghost Writer, Роман Полански)
- Сребрни медвед 2015. за најбољу режију (Body, Малгоржата Шумовска)
- Сребрни медвед 2016 за најбољи сценарио (United States of Love, Томаш Василевски)
- Награда Алфред Бауер 2017 (Spoor, Агњешка Холандија )
- Велика награда жирија Сребрни медвед 2018 (Mug, Малгорзата Шумовска)

### Награде Академије
- Почасна награда Академије 1942 (Фантазија, Леополд Стоковски)
- Оскар 1954. за најбољу оригиналну музику (Лили, Бронислав Капер)
- Оскар 1983. за најбољи анимирани кратки филм (Tango, Збигњев Рибчињски)
- Оскар 1994. за најбољу фотографију (Шиндлерова листа, Јануш Камињски)
- Оскар 1994. за најбољи продукцијски дизајн (Шиндлерова листа, Алан Старски)
- Оскар 1994. за најбољи продукцијски дизајн ( Шиндлерова листа, Ева Браун)
- Оскар 1999. за најбољу фотографију (Спасавање редова Рајана, Јануш Камињски)
- Почасна награда Академије 2000 (Анджеј Вајда)
- Оскар за најбољу режију 2003. (Пијаниста, Роман Полански)
- Оскар 2005. за најбољу оригиналну музику (У потрази за Недођијом, Јан А. П. Качмарек)
- Оскар 2008. за најбољи анимирани кратки филм (Петар и вук, Сузи Темплтон[13])
- Оскар 2015. за најбољи филм на страном језику (Ида, Павел Павликовски)

### Европске филмске награде
- Европска филмска награда за најбољи филм 1988 ( A Short Film About Killing, Кшиштоф Кјешловски)
- 1989 Европско откриће године (300 Miles to Heaven, Маћеј Дејчер )
- Награда Европске филмске академије за животно дело 1990 (Анджеј Вајда)
- Европска филмска награда 1991. за најбољи документарни филм (Hear My Cry, Маћеј Дригас)
- Европска филмска награда 2002. за најбољег сниматеља (Павел Еделман, Пијаниста)
- Награда Европске филмске академије за животно дело 2006 (Роман Полански)
- Европска филмска награда за најбољу костимографију 2008 (Магдалена Бједрзицка, Katyń)
- Европска филмска награда 2009. за најбољи кратки филм (Poste restane, Марцел Лозински)
- Европска филмска награда за најбољи кратки филм 2010 (Hanoi – Warsaw, Катарзина Климкјевич)
- Европска филмска награда за најбољу режију 2010 (Роман Полански, Писац из сенке)
- Европска филмска награда за најбољег сценариста 2010 ( Роман Полански, Писац из сенке)
- Европска филмска награда за најбољи филм 2014 (Ида, Павел Павликовски)
- Европска филмска награда за најбољу режију 2014 (Павел Павликовски, Ида)
- Европска филмска награда 2014. за најбољег сниматеља (Лукаш Зал и Ричард Ленчевски, Ида)
- Европска филмска награда за најбољег сценариста 2014 (Павел Павликовски, Ида)
- Награда People's Choice 2014 за најбољи европски филм (Павел Павликовски, Ида)
- Европска филмска награда 2015. за најбољег монтажера (Јацек Дросио, Body)
- Награда People's Choice 2016 за најбољи европски филм ( Малгорзата Шумовска, Body)
- Европска филмска награда 2016 за најбољег дизајнера звука (Радослав Очнио, 11 Minutes)
- Европска филмска награда 2017. за најбољи анимирани дугометражни филм (С љубављу, Винсент, Дорота Кобјела и Хугх Велчман)
- Европска филмска награда за најбољи документарни филм 2017 (Communion, Ана Замецка)
- Европска филмска награда 2017 за најбољег костимографа (Катарзина Левинска, Spoor)
- Европска филмска награда за најбољи филм 2018 (Хладни рат, Павел Павликовски)
- Европска филмска награда за најбољу режију 2018 (Павел Павликовски, Хладни рат)
- Европска филмска награда 2018 за најбољу глумицу (Џоана Кулиг, Хладни рат)
- Европска филмска награда 2018 за најбољи анимирани играни филм (Још један дан живота, Раул де ла Фуенте и Дамијан Неноу)
- Европска филмска награда 2018 за најбољег монтажера (Јарослав Камински, Хладни рат)
- Европска филмска награда за најбољег сценариста 2018 (Павел Павликовски, Хладни рат)
- Награда People's Choice 2018 за најбољи европски филм (Хладни рат, Павел Павликовски)